# 大手町資料室連絡会
大手町資料室連絡会（おおてまちしりょうしつれんらくかい）は、東京都千代田区大手町に所在する専門図書館の連携団体である。1968年設立。

## 設立の経緯
1968年10月17日、東京都千代田区大手町に所在する日本開発銀行、日本鉄鋼連盟、経済団体連合会がそれぞれの資料室相互の連携を呼びかけ、11機関が参加して大手町資料室連絡会が発足した。設立の背景には、情報量が増大して多様化し、利用も活発化したことがあり、一つの機関だけでの対応に限界があることから、近隣の専門図書館が連携して資料の収集、整理、提供について相互協力しようとするものだった。設立目的は「相互協力を通じ、加入機関資料室の相互の向上と効率的な資料管理に資すること」と記されている。

## 参加機関
発足時の参加機関は、日本開発銀行中央資料室、日本鉄鋼連盟資料室、経済団体連合会図書館、石川島播磨重工業本社図書室、国民金融公庫調査部図書室、中小企業金融公庫調査部図書室、電力中央研究所資料室、日本経済研究センター資料部、日本長期信用銀行資料センター、日本輸出入銀行資料室、労働省図書館の11機関であったが、1970年に新日本製鉄調査部資料室、全国農業協同組合連合会図書資料室が参加し、翌1971年に北海道東北開発公庫調査部資料センターが参加して14機関になった。その後労働省が霞が関に移転して連絡会を退会し、13機関になった。13機関の内訳は、金融機関6、団体3、民間企業2、シンクタンク2であった。1997年には15機関に増加しているが、その後は徐々に減少し、2017年には5機関となった。

## 活動内容
発足以来参加機関どおしの資料相互貸借を実施し、そのための総合目録を作成してきた。事務局は設けず、各機関持ち回りで幹事を務めている。運営が円滑に進んだ理由として、1）本社・本部が大手町に所在し自社ビルが多かったので、安定したネットワークを維持できたこと、2）資料室設置機関の主要業務の重複と広がりが資料構成に反映され、相互利用価値が高いこと、3）非営利機関が多く協力の障害が少なかったこと、4）会員相互の情報交換が活発に行われたこと、が挙げられている。
このほかに、重複資料の分担保存や業務研究会、研修会、講習会も行っている。

## 刊行物
- 外国逐次刊行物所在目録（1971、1977、1992）
- 人名録・会社団体録・地図所在目録（1972）[8]
- 連絡会5年の歩み（1973）
- 国内逐次刊行物所在目録（1974、1978、1988、1994）
- 年鑑類所在目録（1978）[2]
- 専門図書館のスタッフ・マニュアル（1979）
- ビジネス・レファレンスブック：大手町資料室連絡会参考図書総合目録（1981）
- 機関別逐次刊行物所蔵目録（1998）[9]
- 国内および外国逐次刊行物所在目録（2000）[10]